# Sibila
Sibila je žensko osebno ime. Sibile so bile tudi ženske, ki jim stari Grki verjeli v preročiščih. Različni pisci potrjujejo obstoj sibil v Grčiji, Italiji, Levantu in Mali Aziji.

## Izvor imena
Ime Sibila izhaja iz latinskega imena Sibylla, to pa iz grškega Σιβυλλη (Sibyllē), antičnega naziva za orientalskega izvora za svečenico, ki v ekstazi prerokuje prihodnost. Po legendi se je Sibila imenovala neka Apolonova svečenica, ki je zaslovela s svojim preroškim darom.

## Različice imena
- ženske različice imena: Siba, Sibil, Sibile, Sibili, Sibilija, Sibka,
- moška različica imena: Sibil

## Pogostost imena
Po podatkih Statističnega urada Republike Slovenije je bilo na dan 31. decembra 2007 v Sloveniji število ženskih oseb z imenom Sibila: 36.

## Osebni praznik
V koledarju je ime Sibila zapisano 19. marca (Sibilina Biscossi, italijanska devica in redovnica, † 19. mar. 1367).

## Zanimivost
V zvezi s svečenico Sibilo so Sibilske knjige, latinsko libri Sibyllini, zbirka ritualnih predpisov, preroštev in poučnih izrekov v grščini zbrane v treh knjigah.